# Byron Brown
Byron Brown, född 24 september 1958 i Queens, New York, USA, är en amerikansk politiker som är den förste afroamerikanske borgmästaren i Buffalo, New York. Han blev Buffalos 58:e borgmästare 31 december 2005.